# Vattetot-sous-Beaumont
Vattetot-sous-Beaumont è un comune francese di 581 abitanti situato nel dipartimento della Senna Marittima nella regione della Normandia.

## Società

### Evoluzione demografica
Abitanti censiti
Davide pairozzo è il sindaco della città